# Peter Bubmann

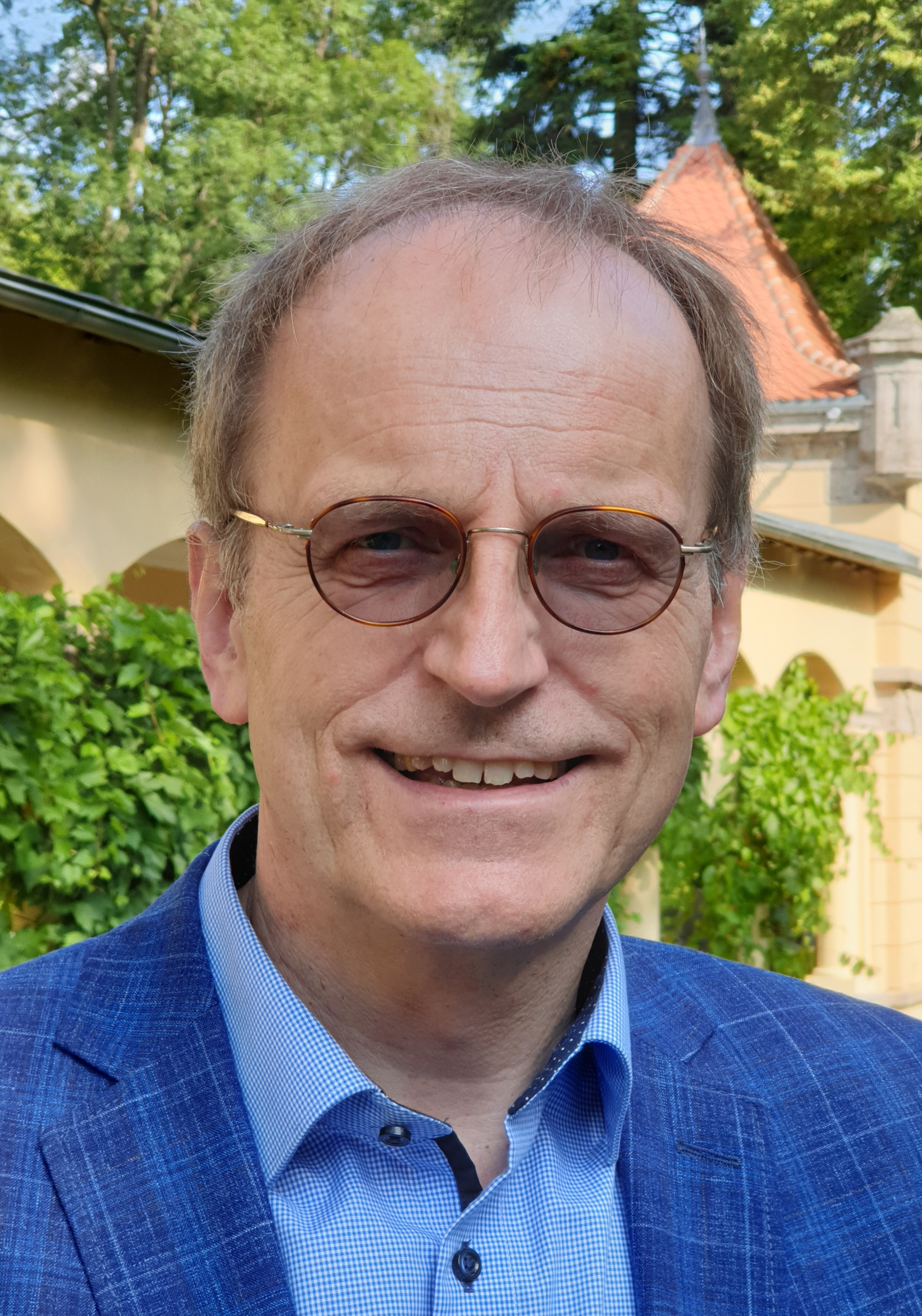
Peter Bubmann

Peter Bubmann (* 18. Mai 1962 in Augsburg) ist ein evangelischer Theologe, Kirchenmusiker und Komponist. Seit 2002 ist er Professor für Praktische Theologie im Fachbereich Theologie der Friedrich-Alexander-Universität Erlangen-Nürnberg.

## Leben
Bubmann stammt aus einem bayerischen Pfarrhaus. Er studierte von 1982 bis 1985 Kirchenmusik am Richard-Strauss-Konservatorium in München und Evangelische Theologie von 1982 bis 1989 an der Ludwig-Maximilians-Universität München und der Ruprecht-Karls-Universität Heidelberg. Während des Studiums komponierte er Neue Geistliche Lieder sowie populäre Kirchenmusik und leitete die Studiogruppe Zebaoth.
Nach dem Abschluss des Studiums 1989 schrieb Bubmann in Heidelberg seine Dissertation, von 1993 bis 1995 als Wissenschaftlicher Mitarbeiter am Ethik-Lehrstuhl von Wolfgang Huber. 1995 wurde Bubmann mit einer Arbeit über Fundamentalethik als Theorie der Freiheit promoviert.
Anschließend arbeitete Bubmann als Vikar der Evangelisch-Lutherischen Kirche in Bayern in Goldbach und nach der Ordination zum Pfarrer als Schulpfarrer am Wirsberg-Gymnasium in Würzburg.
1999 wurde Bubmann Professor für Gemeindepädagogik, Ethik und musische Bildung an der Evangelischen Fachhochschule Nürnberg, Fachbereich Religionspädagogik und Kirchliche Bildungsarbeit. Seit dem Wintersemester 2002 lehrt und forscht er als Professor für Praktische Theologie an der Theologischen Fakultät der Universität Erlangen-Nürnberg (Schwerpunkt: Religions- und Gemeindepädagogik).
Von 2006 bis 2007 war Bubmann Studiendekan, von 2007 bis 2009 Fachbereichssprecher und Prodekan der Philosophischen Fakultät und Fachbereich Theologie.
2014 zog Bubmann mit seinem Lebenspartner, dem ehemaligen römisch-katholischen Priester Wolfgang Schuhmacher, der kurz zuvor zum evangelischen Bekenntnis und in den Dienst der bayerischen Landeskirche gewechselt war, zusammen. Die kirchliche Trauung erfolgte ebenfalls 2014 und die Eheschließung 2017.
Von 2018 bis 2020 war er Sprecher der „Konferenz der an der Lehrerbildung beteiligten Theologen und Theologinnen in Bayern“ (KLT).
Er ist seit 2020 für den Fachbereich Theologie der Friedrich-Alexander-Universität Erlangen-Nürnberg entsandtes Mitglied der Landessynode der ELKB.

## Werk und Forschung
Peter Bubmann forscht und publiziert vor allem zu Grundfragen der Religions- und Gemeindepädagogik und zu den Themen Theologie der Musik, Kirchenmusik, Populäre Kultur und Kirche, Lebenskunst, Kirchentheorie und Pastoraltheologie. Er war langjähriger Mitherausgeber der Fachzeitschrift Musik und Kirche und war Mitautor des EKD-Textes Kirche klingt. Er ist Mitverfasser des Bildungskonzeptes der Ev.-luth. Kirche in Bayern Horizonte weiten – Bildungslandschaften gestalten.
Peter Bubmann hat die Melodie zu zwei Liedern komponiert, die in den bayerischen Regionalteil des Evangelischen Gesangbuches Aufnahme gefunden haben: Nun segne und behüte uns (EG Bayern/Thüringen 571) und Ich will glauben: Du bist da (EG BT 632).

## Preise
Peter Bubmann erhielt für seine Dissertation Fundamentalethik als Theorie der Freiheit 1995 den Dr. Kurt-Hellmich-Preis der Universität Regensburg. Er wurde außerdem 2001 mit dem 10. Akademiepreis der Evangelischen Akademie Baden ausgezeichnet. 2015 erhielt er den Renate-Wittern-Sterzel-Preis zur Förderung der Gleichstellung und Vielfalt an der FAU Erlangen-Nürnberg.

## Schriften (Auswahl)
- Musik. Spiritualität. Lebenskunst. Studien zu Ästhetik und Musik aus theologischer Perspektive (Beiträge zu Liturgie und Spiritualität 35), hg. von Ann-Sophie Markert und Saskia von Münster. Leipzig (EVA) 2022.
- Schritte durch die Lebensmitte. Facetten christlicher Lebenskunst. Gütersloh 2013 (zusammen mit Bernhard Sill).
- Aufbrechen und Innehalten. Wege zur christlichen Lebenskunst. Kevelaer 2010 (zusammen mit Bernhard Sill).
- Musik – Religion – Kirche. Studien zur Musik aus theologischer Perspektive (Beiträge zur Liturgie und Spiritualität 21). Leipzig 2009.
- Einstimmung ins Heilige. Die religiöse Macht der Musik (Herrenalber Forum 31). Karlsruhe 2002.[11]
- Von Mystik bis Ekstase. Herausforderungen und Chancen für die Musik in der Kirche. München 1997.
- Fundamentalethik als Theorie der Freiheit. Eine Auseinandersetzung mit römisch-katholischen Entwürfen. Gütersloh 1995.
- Sound zwischen Himmel und Erde. Populäre christliche Musik. Stuttgart 1990.
- Urklang der Zukunft: New Age und Musik. Quell-Verlag, Stuttgart 1988.

### Als Herausgeber
- mit Traugott Roser: (Un-)Endlich leben. Theologie im Dialog mit Philosophie, Pädagogik und Therapeutik. Stuttgart 2024.
- Kunst – Raum – Religion. Orte und Wege ästhetischer Bildung (Ästhetik und Bildung 13), Bielefeld 2024.
- mit Heinrich Bedford-Strohm, Hans-Ulrich Dallmann und Torsten Meireis: Kritische Öffentliche Theologie (Öffentliche Theologie 42) [Festschrift für Wolfgang Huber zum 80. Geburtstag], Leipzig 2022.
- mit Lars Allolio-Näcke: Spiritualität. Theologische und humanwissenschaftliche Perspektiven. Stuttgart (Kohlhammer) 2022.
- mit Hildrun Keßler, Christian Mulia, Dirk Oesselmann, Nicole Piroth, Martin Steinhäuser: Gemeindepädagogik. (deGruyter Studienbuch) Berlin 2019. (Zweite, neu bearbeitete und erweiterte Auflage).
- mit Kristian Fechtner, Konrad Merzyn, Stefan Ark Nitsche, Birgit Weyel: Gemeinde auf Zeit. Gelebte Kirchlichkeit wahrnehmen. (Praktische Theologie heute Bd. 160) Stuttgart 2019.
- mit Alexander Deeg: Der Sonntagsgottesdienst. Ein Gang durch die Liturgie. Göttingen 2018.
- mit Konrad Klek: "Ich sing Dir mein Lied". Kirchliches Singen heute. Analysen und Perspektiven. München 2018.
- mit Silvia Jühne, Anne-Lore Mauer: Trauung, Segnung, Hochzeitsfeier? Dokumentation zum Studientag zur liturgischen Begleitung von Lebenspartnerschaften in der ELKB. Erlangen 2017.
- mit Eckart Liebau: Die Ästhetik Europas. Ideen und Illusionen. (Ästhetik und Bildung 10) Bielefeld 2016.
- mit Birgit Weyel: Kirchentheorie. Praktisch-theologische Perspektiven auf die Kirche. (WGTh Bd. 41) Leipzig 2014.
- mit Hans Dickel: Ästhetische Bildung in der Erinnerungskultur. (Ästhetik und Bildung 8) Bielefeld 2014.
- mit Götz Doyé, Hildrun Keßler, Dirk Oesselmann, Nicole Piroth, Martin Steinhäuser: Gemeindepädagogik. (deGruyter Studienbuch) Berlin 2012.
- mit Konrad Klek: Davon ich singen und sagen will. Die Evangelischen und ihre Lieder. Leipzig 2012.
- mit Birgit Weyel: Praktische Theologie und Musik. Gütersloh 2011.
- mit Roland Deinzer, Hans Jürgen Luibl: Erinnern, um Neues zu wagen. Europäische Gedächtniskulturen. Evangelische Perspektiven, Erlangen (Gymnasialpädagogische Materialstelle) 2011.
- mit Bernhard Sill: Christliche Lebenskunst. Regensburg 2008.
- mit Michael Landgraf: Musik in Schule und Gemeinde. Grundlagen – Methoden – Ideen. Stuttgart 2006.
- mit Jürgen Belz: Religion – Kirche – Welt. Herausforderungen und Perspektiven der Religionspädagogik. (Sonderband der GPM) Erlangen 2006.
- mit Petra Müller: Die Zukunft des Fernsehens. Beiträge zur Ethik der Fernsehkultur. Stuttgart/Berlin/Köln 1996.
- Menschenfreundliche Musik. Politische, therapeutische und religiöse Aspekte des Musikerlebens. Gütersloh 1993.
- mit Rolf Tischer: Pop & Religion. Auf dem Weg zu einer neuen Volksfrömmigkeit? Stuttgart 1992.